# Argippo
Argippo, RV 697, ist ein Opera seria-Pasticcio (Originalbezeichnung: „Dramma per musica“) in drei Akten von Antonio Vivaldi (Musik) mit einem Libretto von Domenico Lalli. Es wurde während der Karnevalssaison 1730 im Theater am Kärntnertor in Wien uraufgeführt und im Herbst desselben Jahres in überarbeiteter Form im Theater des Grafen von Sporck in Prag gespielt. Die Musik ist bis auf einige Arien verschollen.

## Handlung
Die folgende Inhaltsangabe basiert auf dem Libretto der Prager Fassung von 1730.

### „Argumento“
“Tisifaro, gran Mogor, o sia Re d’una parte dell’Indie Orientali, aveva un unica figlia, per nome Zanaida, la quale trovavasi da due Principi amata; l’uno Silvero, Cugino del gran Mogor, l’altro Argippo Re di Cingone, e di Tisifaro feudatario, a cui solo corispondeva Zanaida. Dovendosi dunque Argippo al proprio Regno restituire, prese Silvero il motivo d’ingannare Zanaida, facendole dire la stessa notte della destinata partenza, che bramava il detto Re di Cingone seco abboccarsi in Luogo buio, e secreto, al che acconsentendo Zanaida, Silvero in qualita d’Argippo ad essa portossi, ed ottenne (tra la somiglianza della voce, che in questi due Principi per accidente trovavasi, e tra la ferma immaginativa in Zanaida, che quello fosse l’amato Argippo) si soddisfare con titolo si spose alle amorose sue brame, promettendole, che averebbe al ritorno ottenuto dal di lei Padre l’affenso al loro occulto Imeneo. Argippo, innocente di questo fatto, portatosi al proprio Regno, s’invaghi, e prese in Moglie un altra Principessa per nome Osira, & indi per divertirla, seco guidolla in Agra, ressidenza del gran Mogor, dove l’ingannata Zanaida, credendosi da Argippo tradita, esprezzata, & arossendo di scuoprire al Padre l’errore, proruppe in si strana disperazione, che il Padre ne rimase oltre modo dolente, sin tanto che non gli fu noto il motivo, percui fu Osira in periglio di Vita, ma in fine da Silvero difesa per impulso del proprio rimorso.”

„Tisifaro, der Großmogul eines Teils von Indien, hatte eine einzige Tochter namens Zanaida. Diese gewann die Liebe zweier Prinzen: von Silvero, dem Vetter des Moguls, und von Argippo, König von Cingone und Tisifaros Lehnsherr. Sie erwiderte nur die Gefühle des Letzteren. Als Argippo gezwungen war, wieder in sein eigenes Reich zu reisen, nutzte Silvero die Gelegenheit, Zanaida zu verführen. Er ließ ihr noch in derselben Nacht, in der Argippo abreiste, die Nachricht zukommen, dass der König von Cingone an einem geheimen und düsteren Ort etwas Wichtiges mit ihr besprechen wolle. Zanaida stimmte zu. Bei dem Treffen erhielt Silvero von ihr alle Zärtlichkeiten eines Bräutigams, da Zanaida aufgrund der Ähnlichkeit ihrer Stimmen fest überzeugt war, es handle sich um ihren Geliebten Argippo. Außerdem versprach er, sie nach seiner Rückkehr zu heiraten. Argippo, der davon nichts wusste, vermählte sich in seiner Heimat mit Osira, einer anderen Prinzessin. Mit dieser unternahm er eine Vergnügungsreise nach Agra, der Residenz des Moguls. Zanaida, die glaubte, sie sei von Argippo betrogen und verhöhnt worden, wagte es nicht, ihrem Vater den Grund für ihre Betroffenheit zu nennen. Sie geriet in eine derartige Verzweiflung, dass ihr königlicher Vater die größte Sorge um sie hatte, bis schließlich die Ursache ihres Leids offenbar wurde. Dies alles brachte Osira in größte Lebensgefahr, aus der sie der reuige Silvero rettete.“

### Kurzfassung
[Urfassung des Librettos: Auf ihrer Reise zum Hof des Großmoguls Tisifaro erleiden König Argippo von Cingone und seine Frau Osira Schiffbruch. Argippo hält Osira für tot. Sie wird jedoch von Mesio, dem sie liebenden Sohn Tisifaros, gerettet.]
Erster Akt. Prinzessin Zanaida glaubt, dass sie von ihrem Geliebten Argippo betrogen und verraten wurde. Sie wagt es nicht, sich ihrem Vater zu offenbaren. Der wahre Schuldige ist jedoch Silvero, ein Vetter ihres Vaters, der sie begehrt. Er hat sich als Argippo ausgegeben, sie verführt und ihr die Ehe versprochen. Der davon nichts ahnende Argippo hat jedoch längst Osira geheiratet. Diese beiden treffen in der Stadt ein und werden vom Großmogul freundlich aufgenommen. Zanaida hingegen tobt vor Wut über Argippos vermeintliche Heimtücke. Sie beschimpft Osira heftig. Anschließend schreibt sie ihrem Vater einen Brief, in dem sie Argippo beschuldigt, sie entehrt zu haben.
Zweiter Akt. Silvero unternimmt einen vergeblichen Versuch, sich Zanaida zu offenbaren. Osira hat böse Vorahnungen. Tisifaro erzählt Argippo die Geschichte seiner Tochter so, als wäre sie jemand anderem geschehen, und fragt ihn, zu welcher Strafe er den Verführer verurteilen würde. Argippo meint, der Schuldige müsse seine Frau eigenhändig töten und anschließend die Betrogene heiraten. Darauf zeigt ihm Tisifaro den Brief und fordert ihn auf, das selbst gesprochene Urteil auszuführen. Argippo beteuert seine Unschuld. Er lässt Zanaida kommen, um ihn zu entlasten. Sie wiederholt jedoch die Anschuldigungen. Argippo ist verzweifelt.
Dritter Akt. Argippo bringt seiner Frau die Nachricht von dem Schreckensurteil. Sie ist zwar bereit, sich für ihn zu opfern, doch Argippo richtet das Schwert gegen sich selbst. Silvero verhindert den Selbstmord. Tisifaro lässt Osira verhaften und fortführen. Argippo sorgt sich um ihr Leben. Silvero informiert Zanaida über die bevorstehende Hinrichtung Osiras, und diese macht ihm Hoffnung auf Erwiderung seiner Liebe. Silvero beschließt, sein Verbrechen zu gestehen. Er verkündet allen, dass Osira bereits tot sei. Tisifaro befiehlt seiner Tochter daraufhin, Argippo zu heiraten, doch beide weigern sich. Silvero gesteht öffentlich seine Schuld und wird von Tisifaro zum Tode verurteilt. Da Osira quicklebendig wieder auftaucht, Silvero als ihren Retter bezeichnet und sowohl Zanaida als auch die anderen für ihn um Gnade bitten, vergibt Tisifaro ihm. Er darf Zanaida heiraten.

### Erster Akt
Kabinett des Großmoguls im indischen Stil
Szene 1. Prinzessin Zanaida ist zutiefst verzweifelt, wagt es aber nicht, ihrem besorgten Vater, dem Großmogul Tisifaro, den Grund mitzuteilen. In ihrer Arie gibt sie zu erkennen, dass sie von ihrem Geliebten verraten und in ihrer Ehre verletzt wurde (Arie Zanaida: „Se lento ancora un fulmine“).
Szene 2. Während Tisifaro darüber rätselt, wer wohl der Schuldige sein könnte, trifft sein Vetter Silvero ein, der unter schweren Gewissensbissen leidet.
Szene 3. Silvero offenbart in einem Selbstgespräch, dass er Zanaidas Lage ausgenutzt hat. Er hat sich im Dunkeln als ihr Verlobter Argippo, König von Cingone, ausgegeben und sie verführt. Er weiß bereits, dass Argippo während der Reise in seine Heimat eine andere Frau geheiratet hat (Arie Silvero: „Del fallire il rimorso è la pena“).
Vorhof der königlichen Burg Tisifaros; an der Seite die Stadt mit dem Fluss Gemini
Szene 4. Argippo und seine Frau Osira verlassen mitsamt ihrem Gefolge ihr Schiff und werden von Tisifaro mit großem Pomp begrüßt (Chor: „Di Cingone il regnante sen viene“). Zanaida kann ihren Zorn kaum zügeln. Silvero hofft, dass sie sich irgendwann ihm zuwenden wird.
Szene 5. Zanaida beschimpft die nichts ahnende Osira wütend und verschwindet dann im Palast. Silvero versucht, die Ankömmlinge zu beruhigen, indem er auf ihre Enttäuschung nach Argippos Hochzeit hinweist. Argippo bittet ihn, sich um sie zu kümmern (Arie Argippo: „Tuona spesso all’Aer cieco“).
Szene 6. Osira ist zutiefst erschüttert über Zanaidas Verhalten. Sie hat böse Vorahnungen (Arie Osira: „Vidi apena un sol baleno“).
Königlicher Garten
Szene 7. Da Zanaida es noch immer nicht wagt, ihrem Vater die Wahrheit zu sagen, gibt sie ihm einen Brief, in dem sie Argippo beschuldigt. Tisifaro stirbt fast vor Wut auf den vermeintlichen Verführer (Arie Tisifaro: „Non v’è perdono“).

### Zweiter Akt
Königlicher Vorhof
Szene 1. In der Hoffnung auf Vergebung will Silvanus Zanaida seine Tat gestehen. Er wird jedoch von Osira unterbrochen, die ihrerseits eine Aussprache mit Zanaida sucht. Zanaida gibt zwar Osira keine Schuld an Argippos vermeintlichem Verrat, doch kann sie ihren Anblick nicht ertragen (Arie Zanaida: „Del giusto mio dolore“).
Szene 2. Silvero und anschließend auch Argippo versuchen, die besorgte Osira zu beruhigen (Arie Argippo: „Chi quel timor condanna“).
Szene 3. Osira gibt ihrer Furcht in einer Arie Ausdruck (Arie Osira: „Un certo non so che“).
Szene 4. Silvero verspricht Tisifaro Linderung für seine tiefe Verzweiflung (Arie Silvero: „Io vorrei col sangue, e vita“).
Szene 5. Tisifaro erzählt Argippo die Geschichte Zanaidas so, als wäre sie der Tochter eines Freundes passiert, und fragt ihn dann nach seiner Meinung. Argippo entgegnet, der Verräter solle dazu verurteilt werden, seine neue Braut eigenhändig zu töten und anschließend seine noch blutige Hand der betrogenen rechtmäßigen Braut reichen. Darauf zeigt ihm Tisifaro den Brief seiner Tochter und fordert ihn auf, dieses Urteil auszuführen. Argippo beteuert seine Unschuld und bittet Tisifaro, Zanaida zu holen.
Szene 6. Zanaida wiederholt ihre Anschuldigungen in Gegenwart Argippos und fordert ihren Vater auf, Gerechtigkeit walten zu lassen (Arie Zanaida: „Io son rea dell’onor mio“):
Szene 7. Tisifaro sieht Argippos Schuld als erwiesen an und bekräftigt das Urteil: Er soll Osira unverzüglich töten. Der verzweifelte Argippo hadert mit den Göttern (Arie Argippo: „Suole ancora lamentarsi“).

### Dritter Akt
Kleiner Garten bei den Gemächern Osiras
Szene 1. Osira wartet besorgt auf die Rückkehr Argippos von seinem Gespräch mit dem Großmogul (Arie Osira: „Mi sento nel core“). Als er endlich kommt, erzählt er ihr völlig verstört von den falschen Anschuldigungen Zanaidas und dem grausamen Befehl Tisifaros. Osira ist sofort bereit, für ihren geliebten Mann in den Tod zu gehen, doch der richtet das Schwert gegen sich selbst.
Szene 2. In diesem Moment trifft Silvero ein und hält Argippo davon ab. Argippo fällt in Ohnmacht. Tisifaro erscheint mit einigen Wachen. Er lässt Argippo in Ketten legen und Osira abführen (Arie Osira: „Vado à morir per te“).
Szene 3. Der hilflos gefesselte Argippo sorgt sich um Osiras Leben (Arie Argippo: „Gelido in ogni vena“).
Szene 4. Silvero informiert Zanaida über Osiras bevorstehende Hinrichtung. Sie macht ihm Hoffnung, dass sich ihre Liebe nach Argippos Tod ihm zuwenden könnte (Arie Zanaida: „L’incerto tuo pensiere“).
Szene 5. Sein schlechtes Gewissen verhindert, dass Silvero sich über diese Mitteilung freuen kann. Er beschließt, Zanaidas Gefühle auf die Probe zu stellen, indem er Osiras Tod vorzeitig bekannt gibt. Anschließend will er sein eigenes Verbrechen bekennen und die Strafe auf sich nehmen (Arie Silvero: „Un pensiero“).
Ein Altar des Gottes Kam im Wald mit nächtlicher Beleuchtung für eine Opferzeremonie
Szene 6. Silvero bestätigt Tisifaro, dass Osira tot sei. Tisifaro teilt daraufhin seiner Tochter mit, dass sie nun Argippo heiraten müsse. Sie würde aber den Tod vorziehen.
Szene 7. Als Argippo auftaucht, würde Zanaida am liebsten fortlaufen (Arie Zanaida: „In bosco romito“). Da sich auch Argippo weigert, sie zu ehelichen, greift Tisifaro zu einem Beil, um ihm den Kopf abzuschlagen. Da tritt Silvero hervor und bekennt seine Schuld. Tisifaro verurteilt ihn sofort zum Tode. Zanaida bittet ihn jedoch um Gnade. Ihre Gefühle für Silvero sind mittlerweile so stark, dass sie notfalls mit ihm sterben würde.
Szene 8 „ultima“. Da erscheint Osira und erklärt, dass sie Silvero ihr Leben verdanke. Auch sie bittet darum, ihm zu vergeben (Arie Osira: „Che farai? Perdonerai“). Argippo spricht ebenfalls zu Gunsten seines Freundes Silvero, sodass Tisifaro schließlich nachgibt. Zanaida und Silvero bekennen einander ihre Liebe, und alle sind glücklich (Chor: „Se d’inganno Amor si pasce“).

## Musiknummern
Die Prager Fassung der Oper enthält die folgenden Musiknummern:
Erster Akt
- Szene 1. Arie (Zanaida): „Se lento ancora un fulmine“
- Szene 3. Arie (Silvero): „Del fallire il rimorso è la pena“
- Szene 4. Chor: „Di Cingone il regnante sen viene“
- Szene 5. Arie (Argippo): „Tuona spesso all’Aer cieco“
- Szene 6. Arie (Osira): „Vidi apena un sol baleno“
- Szene 7. Arie (Tisifaro): „Non v’è perdono“

Zweiter Akt
- Szene 1. Arie (Zanaida): „Del giusto mio dolore“
- Szene 2. Arie (Argippo): „Chi quel timor condanna“
- Szene 3. Arie (Osira): „Un certo non so che“ – vgl. Arsilda, regina di Ponto RV 700 II:1; Ercole su’l Termodonte RV 710 I:5
- Szene 4. Arie (Silvero): „Io vorrei col sangue, e vita“
- Szene 6. Arie (Zanaida): „Io son rea dell’onor mio“
- Szene 7. Arie (Argippo): „Suole ancora lamentarsi“

Dritter Akt
- Szene 1. Arie (Osira): „Mi sento nel core“
- Szene 2. Arie (Osira): „Vado à morir per te“
- Szene 3. Arie (Argippo): „Gelido in ogni vena“ – vgl. Farnace RV 711d II:6; Siroe re di Persia RV 735a III:5
- Szene 4. Arie (Zanaida): „L’incerto tuo pensiere“
- Szene 5. Arie (Silvero): „Un pensiero“
- Szene 7. Arie (Zanaida): „In bosco romito“ – vgl. L’Atenaide RV 702b III:7
- Szene 8. Arie (Osira): „Che farai? Perdonerai“
- Szene 8a. Chor: „Se d’inganno Amor si pasce“

## Werkgeschichte
Lange Zeit ging die Musikwissenschaft davon aus, dass Vivaldis Argippo in der Karnevalssaison 1730 im Theater des Grafen von Sporck in Prag uraufgeführt wurde, also während seiner mutmaßlichen zweiten Reise nach Böhmen zwischen Sommer 1730 und Frühling 1731.:473f
Als Libretto nutzte Vivaldi einen älteren Text von Domenico Lalli, der unter dem Titel Il gran Mogol in der Vertonung von Francesco Mancini am 26. Dezember 1713 am Teatro San Bartolomeo in Neapel erstmals gezeigt worden war. Für eine Neuvertonung von Giovanni Porta überarbeitete Lalli den Text grundlegend. Diese Fassung wurde ab dem 31. Oktober 1717 unter dem Titel L’Argippo im venezianischen Teatro San Cassiano uraufgeführt und mit geringfügigen Änderungen zur Karnevalssaison im Februar 1722 im Teatro San Moisè gezeigt. Eine Vertonung von Andrea Stefano Fiorè kam ab dem 28. August 1722 im Teatro Regio Ducale in Mailand zur Aufführung. Hierfür wurde der Text von Claudio Nicola Stampa überarbeitet. Eine spätere Fassung, deren Musik mutmaßlich von Antonio Costantini stammt, wurde 1735 von der Operntruppe Eustachio Bambinis in Brünn gespielt.:478
Der von Vivaldi genutzte Text ist eine stark gekürzte Fassung des Librettos von 1717 mit einigen der Änderungen Stampas.:476 Ungefähr die Hälfte der Arientexte und Chöre sind neu oder wurden aus älteren Opern von Vivaldi oder Leonardo Vinci übernommen.:477 Der 1730 in Prag aufgeführte Argippo war ein Pasticcio. Da die Partitur nicht erhalten ist, kann nicht mit Sicherheit festgestellt werden, von welchem Komponisten die Musik der einzelnen Arien stammt. Reinhard Strohm vermutete beispielsweise, dass Argippos Arie „Chi quel timor condanna“ (II:2) aus Vincis Vertonung von Metastasios Catone in Utica stammen könnte. Vivaldi wird im Libretto als einziger Komponist genannt. Insgesamt komponierte er vermutlich ungefähr ein Drittel der Musiknummern neu. Die übrigen Arien übernahm er wahrscheinlich aus eigenen älteren Opern, aus Werken Leonardo Vincis oder den Vorgängerkompositionen Fiorès oder Portas.:478 Strohm geht mittlerweile davon aus, dass auch eine Arie von Nicola Antonio Porpora und eine von Giovanni Battista Pescetti enthalten waren.
Impresario des Prager Opernhauses war der Tenor Antonio Denzio, der üblicherweise Sänger aus dem venezianischen Teatro Sant’Angelo oder dem Teatro San Moisè anwarb. Laut Angabe im Libretto sangen der Altkastrat Giovanni Dreyer (Argippo), Antonio Denzio (Tisifaro) sowie die Sopranistinnen Anna Cosimi (Zanaida), Giustina Eberhard (Osira) und Marianna Manzi (Silvero).:474f
Weitere Aufführungen unter dem Titel L’innocenza difesa nell’inganno gab es im Frühjahr 1738 im Theater am Tummelplatz in Graz und 1753 im Kongelige Teater in Kopenhagen. Die Autorschaft Vivaldis ist in beiden Fällen unsicher.
2006 entdeckte der tschechische Cembalist und Dirigent Ondřej Macek ungefähr die Hälfte der von Vivaldi stammenden Arien dieser Oper im Privatarchiv der Familie Thurn und Taxis in Regensburg. Er rekonstruierte die Oper daraufhin unter Zuhilfenahme anderer ungefähr zeitgleich entstandener Arien Vivaldis und komponierte die Rezitative neu. Diese Fassung wurde am 3. Mai 2008 in Prag erstmals der Öffentlichkeit vorgestellt und in Form eines Mitschnitts aus dem Teatro Goldoni (Venedig) auf CD herausgegeben.
2008 wurde ein undatiertes Textbuch einer Aufführung im Wiener Theater am Kärntnertor aufgefunden. Reinhard Strohm wies nach, dass die in Prag aufgeführte Oper eine erweiterte Fassung dieses Werks darstellt, das wohl unter Mitwirkung Vivaldis im Karneval 1730 gespielt wurde:217 und keine Arien anderer Komponisten enthielt.
2011 stellte sich ein in der Landesbibliothek Darmstadt überliefertes unbenanntes Manuskript, das irrtümlich als La fede coronata von Ernst Christian Hesse katalogisiert war, als weitere Pasticcio-Fassung des Argippo mit mindestens sechs Arien Vivaldis heraus. Sie erhielt im Anhang des Ryom-Verzeichnisses die Nummer RV Anh. 137. Den Forschungen von Rashid-S. Pegah zufolge wurde die Abschrift für den venezianischen Impresario Antonio Peruzzi hergestellt, dessen Truppe in Frankfurt Opern spielte. Er arbeitete 1724–1725 in Böhmen mit Antonio Denzio zusammen und hatte auch Kontakt zum Hof von Hessen-Darmstadt. Neben Vivaldis Arien enthält die Partitur zwölf weitere Stücke, von denen sechs eindeutig identifiziert wurden. Sie stammen von Leonardo Vinci, Johann Adolph Hasse und vermutlich von Antonio Galeazzi sowie aus Fiorès Mailänder Argippo. Strohm vermutet, dass sie Anfang 1732 von Vivaldi persönlich zusammengestellt und dann an Peruzzi verkauft wurde. Der Dirigent Fabio Biondi spielte dieses Pasticcio 2019 auf CD ein.

## Aufnahmen
- 23. Oktober 2008 – Ondřej Macek (Dirigent), Hof-Musici.
 Veronika Mráčková Fučíková (Argippo), Zdeněk Kapl (Tisifaro), Pavla Štěpničková (Zanaida), Jana Bínová-Koucká (Osira), Barbora Sojkováa (Silvero).
 Rekonstruktion von Ondřej Macek; live aus dem Teatro Goldoni in Venedig.
 Dynamic CDS 626/1-2 (2 CDs).[17]
- 5.–8. Oktober 2019 – Fabio Biondi (Dirigent), Europa Galante.
 Emőke Baráth (Argippo), Luigi De Donato (Tisifaro), Delphine Galou (Zanaida), Marie Lys (Osira), Marianna Pizzolato (Silvero).
 Rekonstruktion des Pasticcios RV Anh. 137 von Bernardo Ticci nach dem 2011 in Darmstadt entdeckten Manuskript; Studioaufnahme aus der Sala Ghisleri, Mondovì, Italien.
 Naïve OP7079, Vivaldi edition vol. 64.[18]